# Audley, New South Wales

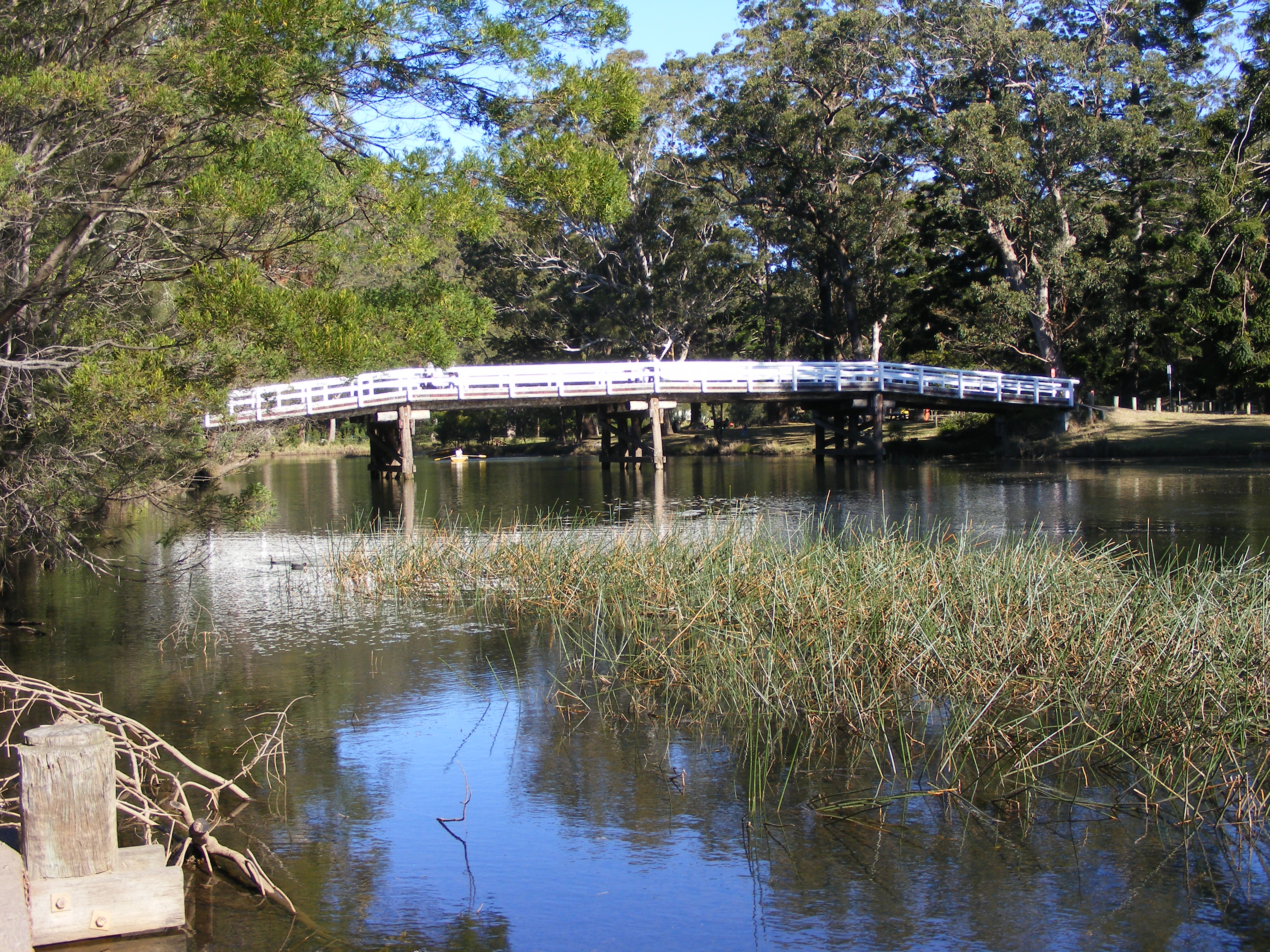

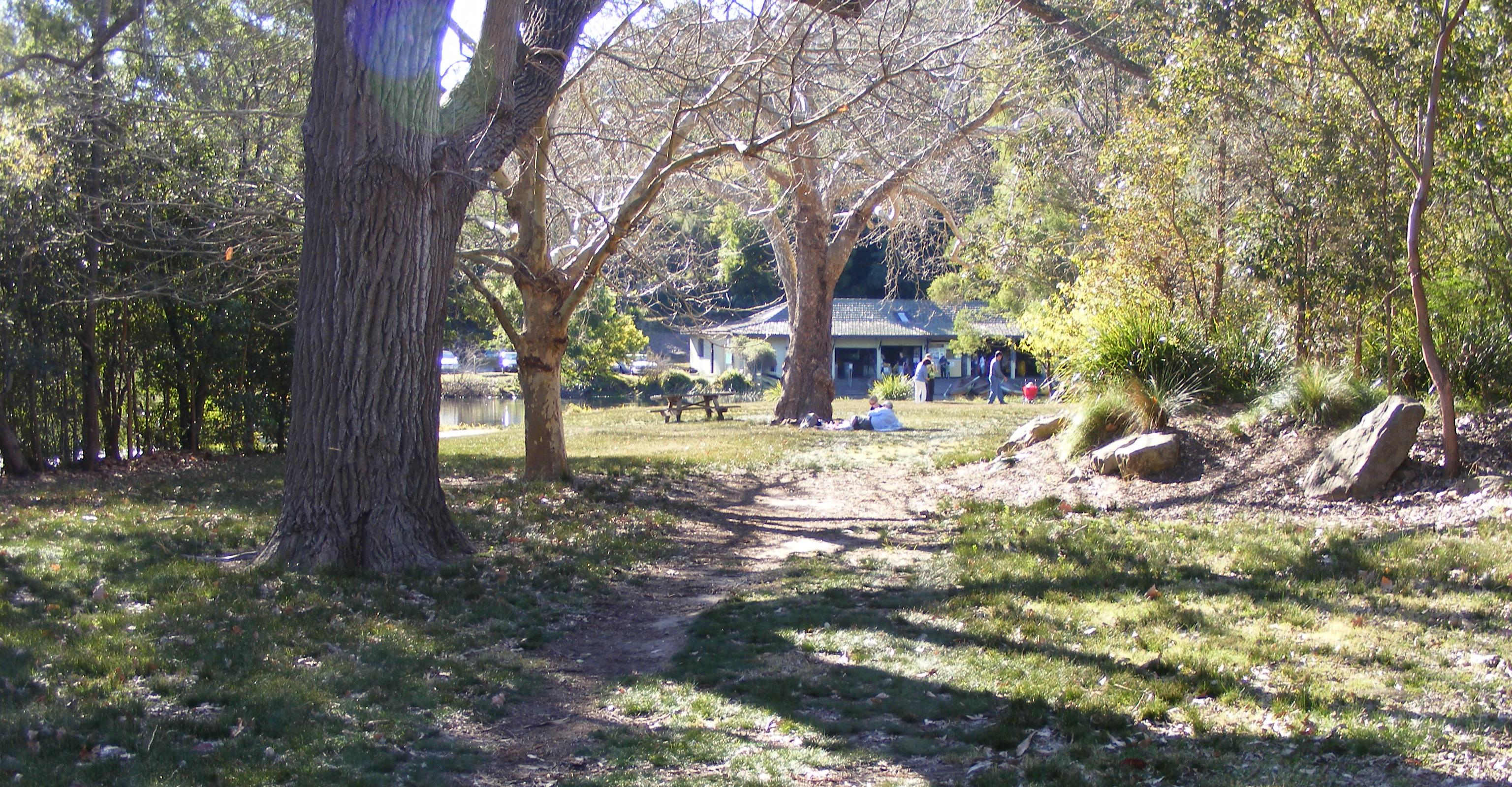

Audley este o suburbie în Sydney, Australia.
Audley e înconjurată de Parcul Național the Royal Nationale Parcul, Sydney.